# Coquillettomyia divergens
Coquillettomyia divergens är en tvåvingeart som beskrevs av Boris Mamaev 1973. Coquillettomyia divergens ingår i släktet Coquillettomyia och familjen gallmyggor. Inga underarter finns listade i Catalogue of Life.